# پیتر مک‌نامارا
 پیتر مک‌نامارا (به انگلیسی: Peter McNamara)؛ زاده ۵ ژوئیهٔ ۱۹۵۵ - درگذشته ۲۰ ژوئیهٔ ۲۰۱۹ یک تنیس‌باز اهل استرالیا بود.